# Timo Roosen
Timo Roosen (Tilburg, Brabant del Nord, 11 de gener de 1993) és un ciclista neerlandès que competeix professionalment des del 2014 i actualment a l'equip Team DSM-Firmenich PostNL. En el seu palmarès destaca el campionat nacional en ruta del 2021.

## Palmarès
- 2011
  - Vencedor d'una etapa al Sint-Martinusprijs Kontich
- 2013
  - Vencedor d'una etapa al Tour de Berlín
- 2014
  - Vencedor d'una etapa al Kreiz Breizh Elites
- 2017
  - 1r a la Tacx Pro Classic
  - Vencedor d'una etapa al Tour dels Fiords
- 2021
  -  Campió dels Països Baixos en ruta
- 2022
  - Vencedor d'una etapa a la Volta a Burgos

### Resultats a la Volta a Espanya
- 2015. 95è de la classificació general

### Resultats al Tour de França
- 2016. 111è de la classificació general
- 2017. Abandona (19a etapa)
- 2018. 137è de la classificació general